# 馬場文耕
馬場 文耕（ばば ぶんこう、享保3年（1718年） - 宝暦8年12月29日（1759年1月27日））は、江戸時代中期の講釈師。本姓を中井、通称を左馬次・文右衛門と称したとされる。没日を25日とする異説もある。世話物講談の分野を開き、「近世講談の祖」とも評価される。また、その作品を理由に処刑された近世日本の言論統制の犠牲者としても知られている。

## 経歴
文耕の素性に関する資料は、関根只誠『只誠埃録』の記述のみである。また、自身の著作中で、俳諧を中川宗瑞に学んだこと、勤役の経験があること、新材木町・松島町に住んだこと、子供が上野寛永寺に奉公したことを記している。馬場姓の由来は、書家の馬場春水の養子であると言われるが、春水の墓所の過去帳には文耕の名は無い。
伊予国出身で、徳川吉宗の時代に江戸幕府の御家人だった時期があり、職を失って浪人となり、一時は出家したり、還俗して易占いで生計を立てたり、白兎園宗瑞（中川宗瑞）に俳諧を学ぶなどしていたとされている。後に書本作家・講釈師として「世話物」で高い評価を得、更に講釈師として武家の下に出入りしているうちに幕閣や大奥、大名を批判する「政事物」と呼ばれる作品も著すようになった。
作品はその内容から無署名・別号のものや写本のみで伝えられるものも多く、文耕の著作を確定することは難しいが、代表的なものとしては『当世武野俗談』『近代公実厳秘録』『近世江都著聞集』『明君享保録』などが知られている。『名君享保録』は徳川吉宗伝で、後に幕府が編纂した『徳川実紀』にも引用されている。
宝暦8年9月16日（1758年10月17日）、榑正町（現在の東京都中央区日本橋3丁目）の文蔵宅で、当時評定所にて審理中であった金森騒動についての講談を行った上に、それを実録本に著した『平良仮名森の雫』を頒布していたところを捕らえられ、12月29日（一説には25日）、江戸市中引き回しの上、打ち首獄門の判決が言い渡され、その日のうちに小塚原刑場にて処刑された。享年41歳（44歳説もある）。森川馬谷の菩提寺である浅草涼源寺に葬られたとも言われるが、過去帳や墓碑が存在せず、確たる証拠はない。
文耕の処刑の理由については、金森騒動について評定所の判決が出される前に講談の場において私の裁決を行ったことや、江戸幕府や諸藩などに関する機密情報を書本や講談の形で公開したことが江戸幕府の怒りを買ったとも言われている。
文耕を題材とした作品には、井上ひさし『戯作者銘々伝』、高田英太郎『戯曲森の雫』、沢木耕太郎『暦のしずく』がある。